# Otto Beisheim
Otto Beisheim (Essen, Renania del Norte-Westfalia, República de Weimar, 3 de enero de 1924-Rottach-Egern, Distrito de Miesbach, Baja Baviera, 18 de febrero de 2013) fue un empresario alemán fundador de Metro AG del cual poseía cerca del 20% de capital accionario, lo cual lo situó en el puesto 344 de la lista de las mayores fortunas personales en 2012 según la revista Forbes.

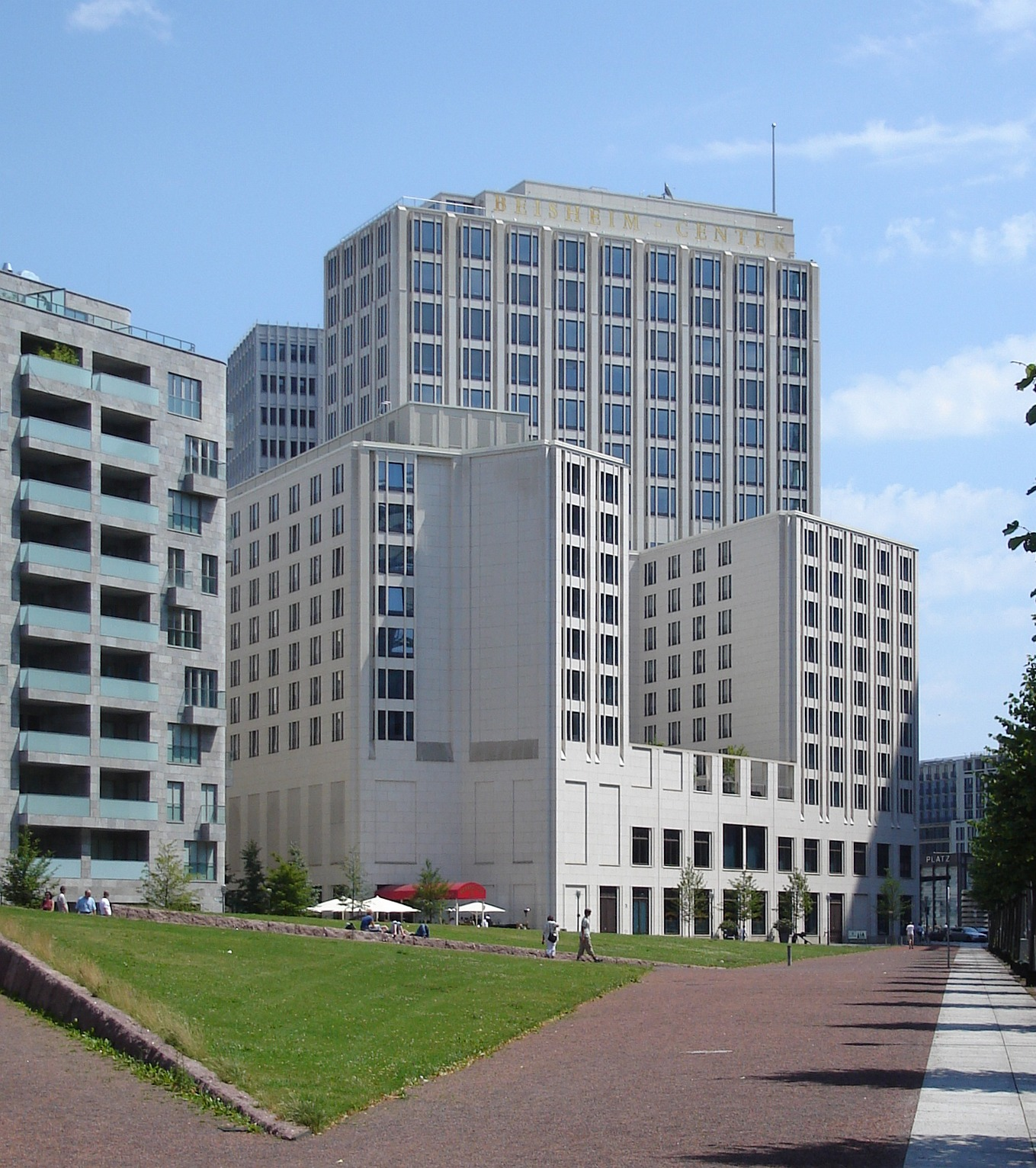
Beisheim-Center en la Potsdamer Platz de Berlín.

## Biografía
Beisheim nació en Essen. Durante la Segunda Guerra Mundial formó parte de la 1.ª División Leibstandarte SS Adolf Hitler.
Era amigo cercano de Leo Kirch y era uno de los hombres más influyentes del mundo de los negocios en su país.

## Trayectoria profesional
En 1964, Beisheim fue nombrado director ejecutivo de Metro AG y la transformó en una empresa minorista de éxito internacional al introducir el modelo cash & carry.
Junto con Beisheim, las familias Schmidt-Ruthenbeck y Haniel eran accionistas de METRO a partes iguales hasta cuando se lanzó la oferta pública de venta de la empresa en 1996.
METRO se convertiría en una de las empresas dedicadas a la Gran distribución más importantes dentro la Unión Europea.